# Thoropa saxatilis
Thoropa saxatilis är en groddjursart som beskrevs av Reginald B. Cocroft och Heyer 1988. Thoropa saxatilis ingår i släktet Thoropa och familjen Cycloramphidae. IUCN kategoriserar arten globalt som nära hotad. Inga underarter finns listade i Catalogue of Life.